# Dây khố rách
Dây khố rách hay phòng kỷ, sơn dịch, cuốp ma, thiên tiên đằng, mã đậu linh lá hình tai (danh pháp Aristolochia tagala) là một loài thực vật có hoa trong họ Aristolochiaceae. Loài này được Cham. mô tả khoa học đầu tiên năm 1832.